# Klaus Adomeit
Klaus Adomeit (Klaipėda, 1 de janeiro de 1935 –) foi um jurista alemão. De 1975 a 2000 foi professor de filosofia do direito e direito do trabalho na Universidade Livre de Berlim.

## Biografia
Após o Abitur, em Bremerhaven, em 1954, ele estudou direito na Georg-August-Universidade de Göttingen. Foi assistente de pesquisa de 1958 a 1960 de Wolfgang Siebert na Ruprecht-Karls-Universidade de Heidelberg. Em 1960, obteve seu doutorado. Completou o segundo exame de ordem e tornou-se um pesquisador adjunto à Hans Carl Nipperdey, em Kassel, e, posteriormente, na Universidade de Koln. Em 1969, completou sua habilitação sob a supervisão de Wolfgang Zöllner, com um trabalho sobre o direito trabalhista.
Em 1975, foi professor de teoria geral do direito e de direito do trabalho da Universidade Livre de Berlim. A partir de 1984, foi Presidente da Associação de Advogados Teuto-Espanhóis. Em 1990, foi nomeado chefe do Departamento Jurídico Municipal de Frankfurt. Em 1996, foi o Decano da faculdade de Direito da FU Berlim. Desde 2000, é Professor Emérito. Em 2003, tornou-se professor permanente convidado da faculdade de direito de Granada. Foi co-autor de comentários jurídicos sobre a 'Lei Geral de Tratamento Igual' e da Lei Trabalhista (14ª edição). Também publicava sob o Pseudônimo Civis Romanus. 

## Prêmios
- 1994: Ludwig-Erhard-Preis für Wirtschaftspublizistik

## Obras
- Gestaltungsrechte, Rechtsgeschäfte, Ansprüche. Zur Stellung der Privatautonomie im Rechtssystem (= Schriften zur Rechtstheorie, Heft 13). Duncker & Humblot, Berlin 1969.
- Antike Denker über den Staat. Eine Einführung in die politische Philosophie. v. Decker (UTB), Heidelberg u. a. 1982, ISBN 3-7685-4781-7.
- Ovid über die Liebe. Sein Lehrgedicht „Ars amatoria“, erläutert mit Hinweisen auf Goethes Römische Elegien (= Heidelberger Forum, Band 107). Müller, Heidelberg 1999, ISBN 3-8114-9914-9.
- BGB – Bürgerliches Gesetzbuch. Eine Orientierungshilfe für Neugierige, Erstaunte, Verzweifelte und Frustrierte. Mit dem vollständigen BGB-Text auf CD-ROM. BWV, Berlin 2005, ISBN 3-8305-1094-2.
- Einführung in das spanische Recht. Das Verfassungs-, Zivil-, Wirtschafts- und Arbeitsrecht Spaniens (= Schriftenreihe der Juristischen Schulung, Band 119). 3. Auflage, Beck, München 2007, ISBN 978-3-406-54908-3.
- Mit Peter Hanau: Arbeitsrecht. 14. Auflage, Luchterhand, Neuwied 2007, ISBN 978-3-472-06645-3.
- Latein für Jurastudenten. Ein Einstieg in das Juristenlatein. 5. Auflage, BWV, Berlin 2009, ISBN 978-3-8305-1718-4.
- Mit Jochen Mohr: Allgemeines Gleichbehandlungsgesetz (AGG). Kommentar zum AGG und zu den anderen Diskriminierungsverboten. Boorberg, Stuttgart u. a. 2011, ISBN 978-3-415-04656-6.
- Mit Susanne Hähnchen: Rechtstheorie für Studenten. 6. Auflage, Müller, Heidelberg u. a. 2012, ISBN 978-3-8114-9879-2.

## Leitura complementar
- Peter Hanau, Jens T. Thau, Harm Peter Westermann (Hrsg.): Gegen den Strich. Festschrift für Klaus Adomeit. Luchterland, Köln 2008, ISBN 978-3-472-06876-1. (Lebenslauf S. VII)